# Sean McGrail
Sean McGrail, né le 5 mai 1928 et mort le 28 juin 2021 en Angleterre. A une notoriété mondiale dans son domaine de l'archéologie maritime. Il est l'auteur de très nombreuses publications dont des ouvrages qui font autorité.

## Biographie
Sean McGrail est né le 5 mai 1928 en Angleterre. Il fait une première carrière avec un engagement de 22 ans, de 1946 à 1968, à la Royal Navy comme pilote dans la Fleet Air Arm et Master mariner (en).
En 1968, il entreprend des études en archéologie avec le statut d'étudiant adulte à l'université de Bristol, de 1968 à 1971, puis à l'université de Londres de 1972 à 1978. Il est enseignant : à l'université d'Oxford, de 1986 à 1993 ; puis au National Maritime Museum de Greenwich, de 1976 à 1986. En 1991, à sa retraite, il devient invité dans le domaine de l'archéologie maritime à l'université de  Southampton. Il était devenu une référence mondiale dans son domaine de l'archéologie maritime,.
Sean McGrail meurt à 93 ans le 28 juin 2021 en Angleterre.

## Publications

### Sélection Articles et ouvrages personnels
- (en) Ancient Boats in North-West Europe : The Archaeology of Water Transport to AD 1500, Reissue édition, 1998, 360 p. (ISBN 978-0582319752).
- (en) Boats of the World : From the Stone Age to Medieval Times, Oxford University Press, 2001, 480 p. (ISBN 0-19-814468-7, présentation en ligne).
- (en) Early Ships and Seafaring: Water Transport within Europe, Pen & Sword Archaeology, 2006, 192 p. (ISBN 9781473847880).
- (en) Ancient Boats and Ships, Shire, 2008, 72 p. (ISBN 978-0747806455).

### Sélection Ouvrages et articles collectifs
- Bernard Tanguy (dir.), Tanguy Daniel, Patrick Galliou, Sean McGrail, Alan Lane et François Kerlouégan (photogr. J. Feutren), Sur les pas de Paul Aurélien : Colloque international Saint-Pol-de-Léon organisé par le Centre de recherche bretonne et celtique de l'université de Bretagne occidentale (Actes réunis et publiés par Bernard Tanguy et Tanguy Daniel), Brest/Quimper, Centre de recherche bretonne et celtique/Société d'archéologie du Finistère, 1997, 123 p. (ISBN 2-906790-02-8, lire en ligne [PDF]).